# Peter Mundy
Peter Mundy (Penryn, XVI secolo – 1667) è stato un viaggiatore inglese.

## Biografia

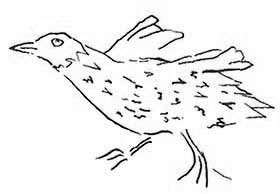
Questo disegno di Mundy (1656 ca.) di un rallo di Ascensione, uccello ormai estinto, è l'unica rappresentazione esistente dell'animale fatta da un testimone oculare.

Mundy nacque a Penryn, in Cornovaglia. Accompagnò il padre a Rouen nel 1609, e venne inviato in Guascogna per imparare il francese. Nel maggio del 1611 divenne mozzo su una nave mercantile e mano a mano raggiunse la propria indipendenza economica. Visitò Costantinopoli, tornò in Inghilterra via terra, e successivamente effettuò un viaggio in Spagna. Il 6 marzo del 1628 lasciò Blackwall per Surat, dove giunse il 30 settembre. Nel novembre del 1630 viaggiò verso Agra per conto della Compagnia inglese delle Indie orientali, dalla quale partì il 17 dicembre 1631 per Patna, nei pressi del Bengala. Fu testimone della costruzione del Taj Mahal e scrisse a tal proposito che «la costruzione è iniziata e prosegue con lavoro e costi eccessivi, essendo l'oro e l'argento utilizzati come un metallo banale». Tornò ad Agra e a Surat, lasciando quest'ultima nel febbraio del 1634. Giunse a Dover il 9 settembre del 1634. Questa parte del suo viaggio è narrata nel manoscritto Harleian MS. 2286 e nel supplemento Addit. MSS. 19278-80. Nel 1634, Peter Mundy fu il primo a descrivere il Musaeum Tradescantianum, un gabinetto delle curiosità britanniche.
Mundy effettuò un altro viaggio in India, Cina e Giappone, partendo da Dover il 14 aprile del 1636. Sembra che abbia fatto parte di un equipaggio imbarcato in una flotta di quattro navi e due pinacce al comando di William Courten. I suoi diari si interrompono un po' bruscamente, ma in un manoscritto della collezione Rawlinson conservata nella Biblioteca Bodleiana di Oxford è narrato il seguito della sua vita, specialmente i viaggi compiuti in Danimarca, Prussia e Russia tra il 1639 e il 1648. Mundy stesso realizzò i disegni per il volume e tracciò i suoi itinerari in rosso sulle carte di Hondius. Nel 1663, dichiarò ormai terminati i suoi viaggi e si stabilì a Falmouth. I suoi diari contengono il calcolo che effettuò per stabilire la distanza percorsa, valutata in 100.833 miglia e 5/8 (circa 162.276 km).
I suoi manoscritti sono stati considerati persi per 300 anni prima di essere pubblicati dalla Hakluyt Society. Alcuni cenni sulla sua vita si trovano in un'opera di Philip Marsden sulla storia di Falmouth, The Levelling Sea, pubblicata nel 2011.